# Blanche Schwappach-Pignataro
Blanche Schwappach-Pignataro (* 1968) ist eine deutsche Molekularbiologin, Hochschullehrerin und seit 2020 Dekanin der Medizinischen Fakultät am Universitätsklinikum Hamburg-Eppendorf.

## Leben
Schwappach-Pignataro studierte nach ihrem Abitur am Wilhelm-Gymnasium in Harvestehude von 1987 bis 1992 Biologie mit Schwerpunkt Biochemie/Biophysik an der Universität Konstanz. Anschließend promovierte sie 1996 am Zentrum für Molekulare Neurobiologie der Universität Hamburg. Nach einer Postdoc-Phase an der University of California, San Francisco, bei Lily Jan leitete sie von 2000 bis 2007 eine Nachwuchsgruppe am Zentrum für Molekulare Biologie der Universität Heidelberg. Dort wurde sie 2004 mit der Lehrbefugnis in den Fächern Molekularbiologie und Zellbiologie habilitiert. 2007 erhielt sie ein Wellcome Trust Senior Research Fellowship in Basic Biomedical Research und forschte von 2007 bis 2010 an der University of Manchester. Von 2010 bis 2020 hatte sie einen Lehrstuhl für Biochemie an der Universitätsmedizin Göttingen inne und leitete das dortige Institut für Molekularbiologie. Von 2017 bis 2020 war sie auch Forschungsdekanin der Universitätsmedizin Göttingen. 2018 wurde sie Mitglied der European Molecular Biology Organization (EMBO). Seit dem 1. April 2020 ist sie Dekanin der Medizinischen Fakultät am Universitätsklinikum Hamburg-Eppendorf als Nachfolgerin von Uwe Koch-Gromus. 2021 wurde sie Präsidentin der Gesellschaft für Biochemie und Molekularbiologie sowie in der Sektion Biochemie und Biophysik als Mitglied in die Nationale Akademie der Wissenschaften Leopoldina aufgenommen. 2022 wurde Schwappach-Pignataro in die Akademie der Wissenschaften in Hamburg gewählt.

## Forschungsschwerpunkte
In der Forschung befasst Schwappach-Pignataro sich mit der Biogenese und Sortierung von Membranproteinen. Der Schwerpunkt liegt dabei auf der Untersuchung von Biogenese, Sortierung und Proteinstabilität im physiologischen Kontext, insbesondere in terminal ausdifferenzierten Geweben des Säugerorganismus wie dem Herz, und auf der Beziehung zwischen Störungen in diesen Prozessen und der Entwicklung von Krankheiten.